# Per Lassen
Per Lassen (1942- ) es un botánico sueco, que trabaja en el Museo Botánico de Lund, Suecia.

## Algunas publicaciones
- 1989. A New Delimitation of the Genera Coronilla, Hippocrepis, and Securigera (Fabaceae). Willdenowia 19 (1 ): 49-62
- patrik Frödén, per Lassen. 2004. Typification and emendation of Seirophora Poelt to include species segregated from Teloschistes Norman. The Lichenologist 36 : 5 : 289-298

## Honores

### Epónimos
- (Leguminosae) Coronilla lassenii D.D.Sokoloff[1]
- (Orchidaceae) Limnorchis × lassenii (W.J.Schrenk) Efimov[2]
- (Orchidaceae) Platanthera × lassenii W.J.Schrenk[3]

- La abreviatura «Lassen» se emplea para indicar a Per Lassen como autoridad en la descripción y clasificación científica de los vegetales.[4]